# Annika Creutzer
Annika Maria Creutzer, född 16 maj 1957, är en svensk journalist och nationalekonom. Hon driver sedan 2011 det egna företaget Creutzer & Co AB, www.creutzerab.se, med inriktning på ekonomijournalistik och folkbildning. Hon var till i maj 2011 chefredaktör på sajten E24:s undersajt Pengar 24. Hon har tidigare varit chefredaktör på Privata Affärer samt privatekonom på Skandiabanken. Under åren 1987-1996 arbetade hon på Aftonbladet. . 